# علم البراز

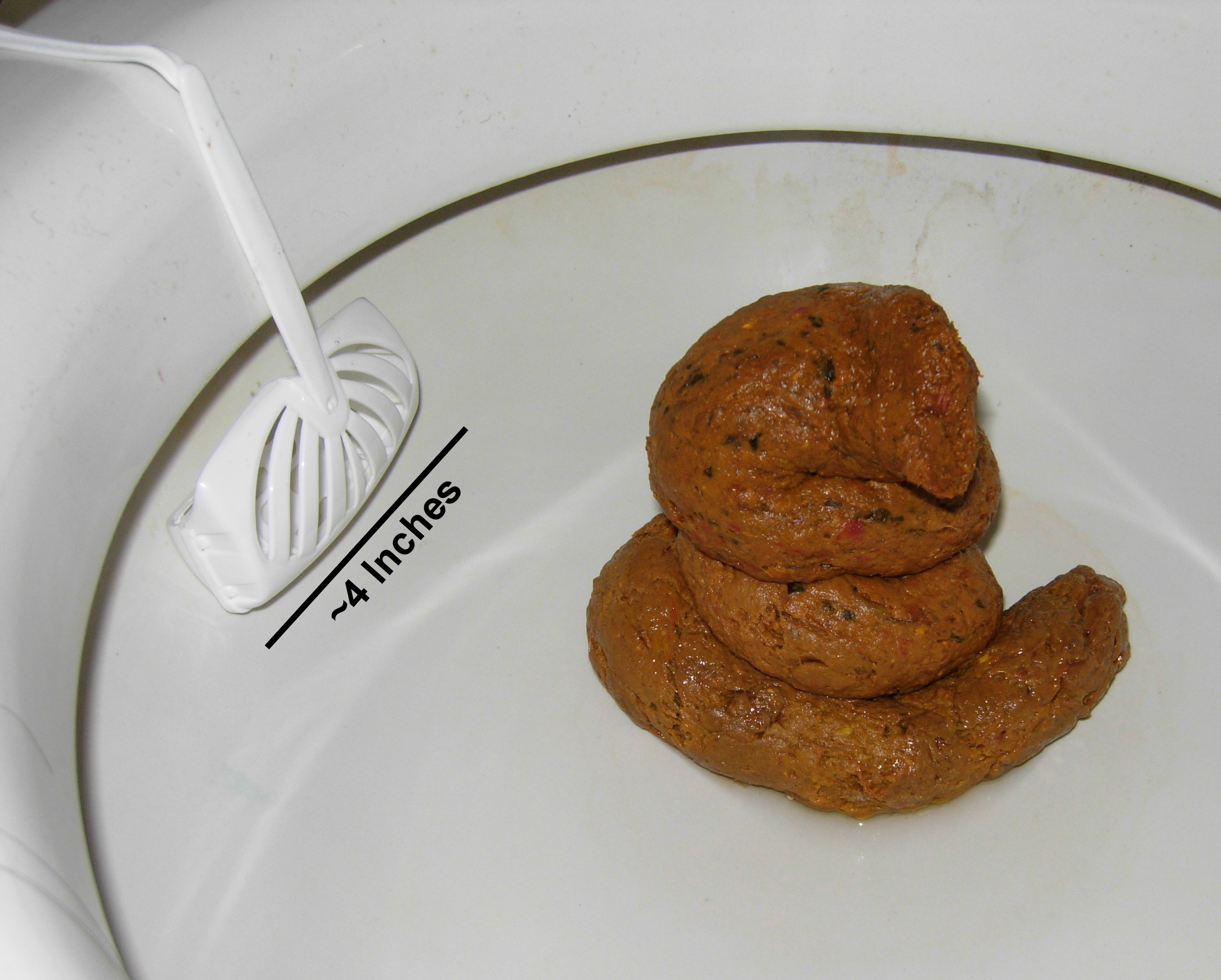

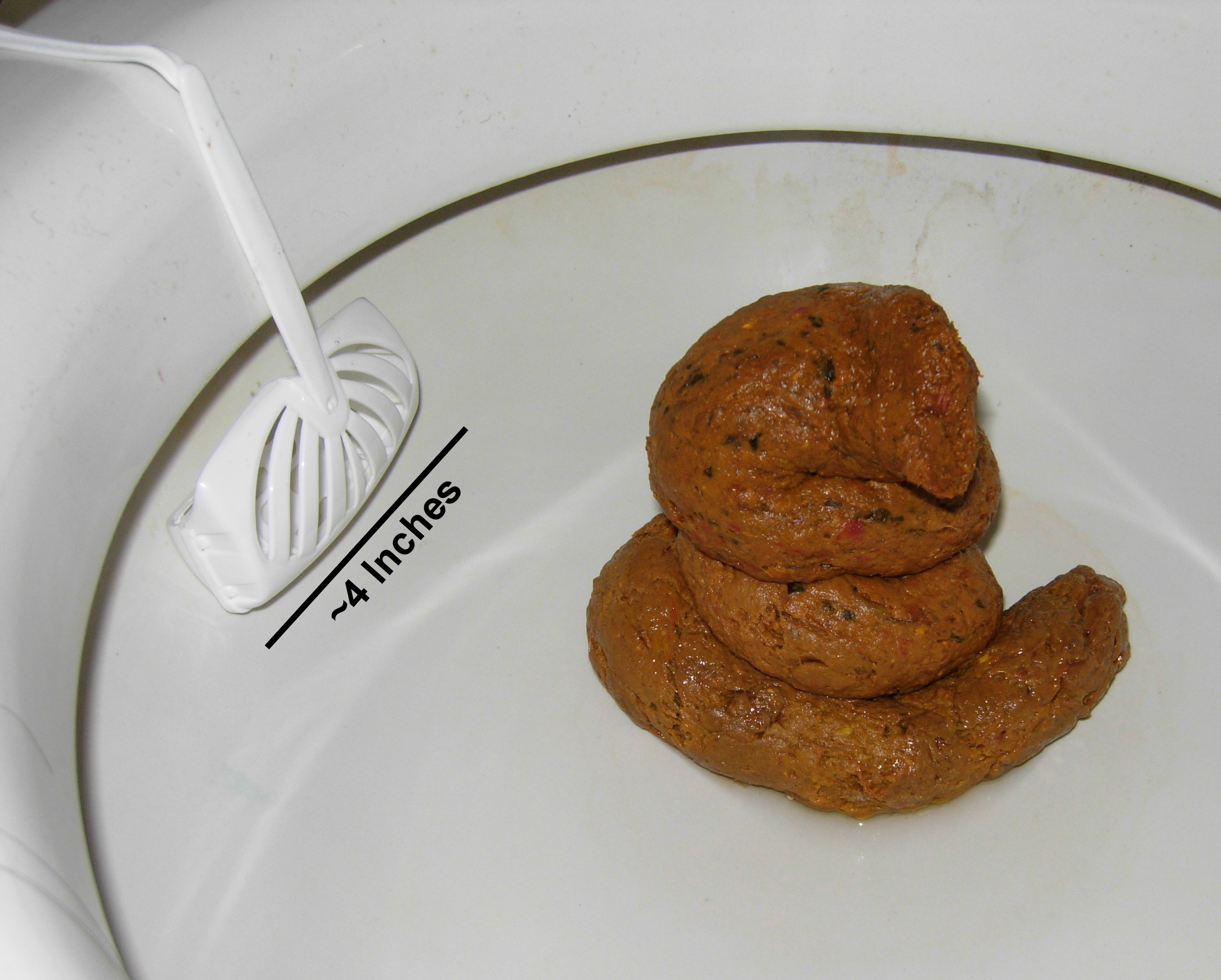

علم البِِراز (بالإنجليزية: scatology)‏ (نقحرة: سكاتولوجيا) أو (بالإنجليزية: coprology)‏ (نقحرة: كوربولوجيا) هو في الطب وعلم الأحياء دراسة البراز. تسمح هذه الدراسات بتحديد الكثير من المعلومات حول كائن حي مثل نظامه الغذائي (وبالتالي مكان عيشه) وصحته والأمراض التي يعاني منها مثل الديدان الشريطية.
وثق جون غريغوري بوركي دراسة شاملة لعلم البراز بعنوان Scatalogic Rites of All Nations سنة 1891، ونشرت نسخة مختصرة من هذا الكتاب (مع مقدمة من سيغموند فرويد) سنة 1994 بعنوان The Portable Scatalog.

## تأثيل الاسم العلمي
سكاتولوجبا مشتقة من الكلمة اليونانية σκῶρ (حالة إضافية σκατός) بمعنى «براز، روث»؛ كوروبولوجيا مشتقة من الكلمة اليومانية κόπρος التي لها معنى مشابه.

## علم النفس
أما في علم النفس فيُعنى بالولع بالإخراج أو البراز أو دراسة هذا الولع. في الفيتيشية الجنسية، يشير للولع بالبراز الذي يشعر فيه الشخص بإثارة جنسية بسبب المواد البرازية، أو استعمالها في ممارسات جنسية متنوعة، أو مراقبة شخص يتبرز، أو ببساطة رؤية البراز. توجد عدة ثقافات فرعية جنسانية متعلقة بهذه الفتيشية.

## أدب
أما في الأدب فيشير إلى وصف الأعمال التي تذكر التبرز أو البراز، بالإضافة لفكاهة المرحاض. قصيدة ماك فليكنو للشاعر جون درايدن التي توظف تصويرا للسخرية من توماس شادويل هي مثال على ذلك. توجد في الأدب الألماني بالتحديد عدة نصوص وإشارات تتضمن كتبا مثل Non Olet للكاتب Collofino. من الحالات التي عرفت تعليقات كثيرة في الأدب الجامعي فكاهة موتزارت البرازية. يذكر سميث شكلين من علم البراز في مراجعته لتمثيل الأدب الإنجليزي للساكتولوجيا من العصور الوسطى إلى القرن 18. أحد الشكلين يبرز نوع carnivalesque الأدبي، ويوجد في بعض أعمال جيفري تشوسر ووليم شكسبير. الشكل الآخر يبرز الاشمئزاز من الذات وبغض البشرية، ويوجد في أعمال جون ويلموت وجوناثان سويفت.